# Дим (пісня)
«Дим» — українськомовна пісня українського гурту «Время и Стекло» з їх альбому «Vislovo». У 2019 році, за даними TopHit, пісня зібрала 173 339 ефірів на українських радіостанціях. У 2020 році 190 086 ефірів.

## Опис
Слова до пісні написали Олексій Потапенко та Андрій Безкровний. Також вони, разом з Вадимом Лисицею написали до неї музику.

## Музичне відео
21 березня 2019 року на сторінці гурту в YouTube було представлено музичне відео на цю композицію.
Режисерами виступили Максим Шовковніков та Денис Маноха. Кліп відрізняється від попередніх робіт групи мінімалізмом: він чорно-білий, дим і танцюючі Надя Дорофєєва та Позитив.
Ідея відео полягає в тому, що головну героїню оточує безліч чоловіків, але вона хоче танцювати тільки з ним і не помічає нікого навколо. Він залишається неприступним, але розуміє, що не може без неї. Їм обом важливо встигнути сказати про свої почуття до того, як все перетвориться на дим.
За одну годину відео набрало більше 300 тисяч переглядів в YouTube. Станом на 13 травня 2020 року цей показник виріс до 49 млн переглядів, що робить його другим з найпопулярніших українських музичних відео (після кліпу гурту KAZKA на пісню «Плакала»).

## Нагороди
| Рік  | Премія               | Номінація                                  | Результат | Дж.         |
| ---- | -------------------- | ------------------------------------------ | --------- | ----------- |
| 2019 | M1 Music Awards      | Спільний проект М1 і KissFM «Dance Parade» | Номінація | [ 3 ]       |
| 2019 | M1 Music Awards      | Червона Рута                               | Номінація | [ 3 ]       |
| 2019 | M1 Music Awards      | Золотий Грамофон                           | Номінація | [ 3 ]       |
| 2019 | M1 Music Awards      | Хіт року                                   | Перемога  | [ 4 ]       |
| 2019 | Top Hit Music Awards | Пісня року (змішаний вокал)                | Перемога  |             |
| 2020 | YUNA                 | Найкраща пісня                             | Перемога  | [ 5 ]       |
| 2020 | Золота Жар-птиця     | Хіт року                                   | Перемога  | [ 6 ] [ 7 ] |
| 2020 | Золота Жар-птиця     | Dance-хіт                                  | Перемога  | [ 6 ] [ 7 ] |
| 2020 | Top Hit Music Awards | Пісня року (змішаний вокал)                | Перемога  |             |